# راهبه جنگجو
راهبه جنگجو یک سریال فانتزی و ابرقهرمانی آمریکایی است که توسط سیمون باری بر اساس کتاب کمیک «آریلا راهبهٔ سلحشور» نوشته بن دان ساخته شده‌است.
راهبه جنگجو در مورد زن جوانی (به بازی آلبا بپتیستا) است که به لطف یک هالهٔ نورانی با قدرت‌های فراطبیعی از دنیای مردگان بازمی‌گردد. این سریال کلیسا را در بخش‌های مختلفی از سریال در قالب طنز و بذله‌گویی به چالش می‌کشد.

## بازیگران
- آلبا بپتیستا در نقش آوا
- تویا ترنر در نقش مری
- تکلا رویتن در نقش جیلیان سالویوس
- لورنا آندریا در نقش لیلیت
- کریستینا تونتری در نقش بیتریس
- تریستان اوجوا در نقش پدر وینسنت